# Joanny Augier
Pour les articles homonymes, voir Augier.
Jean-Baptiste Augier dit Joanny Augier, né à Lyon le 3 avril 1813 et mort à Lyon 3e le 17 février 1855, est un auteur dramatique et journaliste français.

## Biographie
Secrétaire de Lamartine après la révolution du 24 février 1848, rédacteur au journal Le Pays, ses pièces ont été représentées, entre autres, au Théâtre de la Gaîté et au Théâtre du Gymnase.
Subitement interné à l'hospice Saint-Jean-de-Dieu à Lyon à la suite d'une crise de démence, il meurt peu après le 17 février 1855.

## Œuvres
On lui doit une quarantaine de pièces représentées sur les scènes parisiennes et lyonnaises entre 1835 et 1852 dont :
- 1835 : Le Trésor de Bagnolet, vaudeville en un acte, avec Charles Labie, au théâtre du Panthéon (5 décembre)
- 1836 : Jeune fille et Roi, vaudeville en un acte mêlée de chants tirée d'une nouvelle de Mme Desbordes-Valmore, avec Labie, au théâtre du Panthéon (20 février)
- 1837 : Le Cauchemar, revue lyonnaise de 1836, vaudeville épisodique en un acte avec Labie, au théâtre du Gymnase de Lyon (6 janvier)
- 1837 : Julie et Saint-Preux, ou La Nouvelle Héloï͏se, drame en trois actes, avec Charles Desnoyer et Charles Labie, au théâtre de la Gaîté (14 janvier)
- 1837 : Micaëla ou la Folle de Marie de Bourgogne, drame en trois actes mêlé de chants tiré d'une nouvelle d'Alphonse Royer, avec Labie, musique d'Antoine Maniquet, au théâtre du Gymnase de Lyon (28 février)
- 1837 : Les Giboulées de mars, vaudeville en un acte, avec Labie, au théâtre des Célestins (31 mars)
- 1838 : Charlotte, ou la Belle aux écus, vaudeville en un acte, avec Labie et Desnoyer, au théâtre de la Gaîté (27 mai)
- 1839 : Le Mauvais sujet, vaudeville en un acte, avec Labie et Adolphe Salvat, au théâtre de l'Ambigu-Comique (7 juillet)
- 1839 : Les Femmes laides de Paris, vaudeville en un acte, avec Labie, au théâtre des Folies-Dramatiques (29 août)
- 1839 : La Maupin, ou Une vengeance d'artiste, comédie-vaudeville en un acte, avec Labie, au théâtre de la Gaîté (8 décembre)
- 1840 : L'Ile de Calypso, folie-vaudeville en un acte, avec Salvat, au théâtre de la Porte-Saint-Antoine (30 mai)
- 1841 : Le Canut, portrait extrait du volume 6 des Français peints par eux-mêmes : Encyclopédie morale du dix-neuvième siècle, introduction de Jules Janin, Paris, Louis Curmer éditeur
- 1841 : La Pension bourgeoise, vaudeville en cinq actes, avec Achille Guénée, au théâtre Saint-Antoine (juillet)
- 1841 : Les Tirailleurs de Vincennes, drame-vaudeville en deux actes avec Salvat, au théâtre de la Porte-Saint-Antoine (18 septembre)
- 1842 : Duchesse et Poissarde, comédie-vaudeville en deux actes, avec Salvat, au théâtre des Folies-Dramatiques (27 mars)
- 1842 : L'Opium et le vin de Champagne, ou la Guerre de Chine, vaudeville en un acte, avec Clairville et Salvat, au théâtre des Variétés (mai)
- 1843 : Adrienne, ou Le diable au corps, comédie en un acte mêlée de couplets, au théâtre de la Gaîté (8 juillet)
- 1845 : Les Laveuses de Provence, vaudeville en un acte, avec Labie, au théâtre du Luxembourg (10 juin)
- 1849 : Départ pour l'Icarie, ou Lyon en 1848, revue-vaudeville en un acte, au théâtre des Célestins (3 janvier)
- 1852 : Le Moutardier du roi du Maroc, vaudeville en deux actes, avec Raymond Deslandes, au théâtre des Folies-Dramatiques (20 mars)